# Ignacio Astigarraga
Ignacio Astigarraga Uriarte (nascido em 12 de setembro de 1936) é um ex-ciclista espanhol que competiu em duas provas nos Jogos Olímpicos de 1960 realizadas em Roma, Itália.